# Літерал (програмування)
Літерал (англ. literal — константа) — постійне значення певного типу даних, записане у вихідному коді комп'ютерної програми.
У наступному прикладі, написаному мовою Java, 1 і cat — літерали, а num і str — змінні:
```
 
int
 
num
=
1
;

 
String
 
str
=
"cat"
;

```

Приклад на PHP, 1 і cat — літерали, а $num і $str — змінні:
```
$num
 
=
 
1
;

$str
 
=
 
"cat"
;

```

## Типи літералів
Існують різні типи літералів: логічні (булеві), числові, рядкові, масивні і об'єктні.

### Логічні літерали
Логічні літерали можуть приймати 2 значення — true («істина») або false («хиба»).
Приклад на C#:
```
 
bool
 
t
 
=
 
true
;

 
bool
 
f
 
=
 
false
;

```

### Числові літерали
Числові літерали використовуються для запису чисел. Іноді числові літерали поділяють на цілі, дробові тощо з різною точністю представлення і в різних системах числення. У програмах числові літерали зазвичай записуються у звичному для числа вигляді. У наступному прикладі 100 і 3.1415 — числові літерали:
```
 
int
 
a
=
100
;

 
float
 
b
=
3.1415
;

```

### Рядкові літерали
Рядкові літерали зазвичай являють собою рядок символів, записаний у лапках. У деяких мовах програмування виділяють символьні літерали, що включають лише один символ. У різних мовах програмування допускаються різні типи лапок.
У наступному прикладі на JavaScript один і два — рядкові літерали, записані з використанням різних типів лапок:
```
 
const
 
one
=
"один"
;

 
let
 
two
=
'два'
;

```

У мові C і С++ ці типи лапок позначають різні літерали. У прикладі нижче символьний масив one[] ініціалізується рядковим літералом "1" довжиною в один символ плюс нуль-термінатор, а '2' — символьний літерал, яким ініціалізується змінна типу char:
```
 
char
 
one
[]
 
=
 
"1"
;

 
char
 
two
 
=
 
'2'
;

```

Приклад на PHP:
```
 
$x
 
=
 
"text"
;

```

Приклад на Pascal:
```
 
const
 
text
 
=
 
'Hello, World!'
;

```

### Null-літерал
Null-літерал, пусте значення — особливий тип літерала, який залежно від мови програмування, відноситься до посилального або об'єктного типу. Єдине допустиме значення цього типу літералів — «null», тобто це означає, що посилання нікуди не веде, або об'єкт відсутній.

### Об'єктні та масивні літерали
У деяких об'єктно орієнтованих мовах програмування (наприклад, в ECMAScript третьої версії) допускається використовувати вирази, які служать масивами-літералами та об'єктами-літералами. Наприклад:
```
[1,2,3,4,5] // Ініціалізатор масиву
{x:1, y:2} // Ініціалізатор об'єкту
```